# Kępa (powiat szamotulski)
Kępa – wieś w Polsce położona w województwie wielkopolskim, w powiecie szamotulskim, w gminie Szamotuły.

## Historia
Miejscowość pierwotnie była związana z Wielkopolską. Istnieje co najmniej od drugiej połowy XIV wieku i ma średniowieczną metrykę. Po raz pierwszy w źródłach historycznych wieś odnotowana została w łacińskim dokumencie z 1386 gdzie zapisano ją pod nazwą "Kampa", 1388 "Camppa", 1395 "Campa".
Początkowo wieś była własnością szlachecką należącą do wielkopolskiej szlachty z rodu Kępskich, którzy nosili odmiejscowe nazwisko utworzone od nazwy wsi, Szamotulskich herbu Nałęcz, a później także do Górków herbu Łodzia, Redkowskich, Łąckich, Lipczyńskich i Rokossowskich. W 1445 miejscowość leżała w powiecie poznańskim województwa poznańskiego w Koronie Królestwa Polskiego. W latach 1510 odnotowana w parafii św. Stanisława w Szamotułach.
W latach 1386-1395 odnotowany został Sędziwój Kępski z Kępy, a także z Mylina pochodzący z rodu Nowinów. W 1387 prowadził on spór sądowy z Halinem młynarzem z Poznania o jedną kopę groszy długu, jaki miał u młynarza. W 1390 prowadził spór z Żydówką Jordanową. W 1394 żona Hanka “Melinsz” Melińska z Mylina pozwała kasztelana starogrodzkiego Mikołaja z Bytynia o to, że jego syn zobowiązał jej męża do poręki. W 1395 przeciwko żonie Sędziwoja przysięgać miał jako świadek Żyd Abraham.
W 1400 kmiecie kępińscy mieli zapłacić 5 grzywien innemu kmieciowi z Kępy Janowi Kędzierze. W 1445 właścicielem we wsi był Dobrogost z Szamotuł kasztelan poznański w latach 1436-1450. W 1445 Małgorzata z Szamotuł żona księcia opawskiego i raciborskiego Wacława II dała swemu stryjowi Dobrogostowi kasztelanowi poznańskiemu oraz braciom stryjecznym, synom Dobrogosta: Janowi i Piotrowi Świdwie z Szamotuł, połowę miasta Szamotuły oraz wsie Kępa i Nowa Wieś. W 1445 Dobrogost z Szamotuł zapisał kościołowi w Szamotułach czynsz ze wsi Kępa.
W latach 1481-1496 właścicielem we wsi był kasztelan międzyrzecki Andrzej Szamotulski, wnuk Dobrogosta oraz syn Piotra. W 1496 dał swojej córce Katarzynie na czas, dopóki nie wyjdzie za mąż, m.in. wieś Kępa. W 1508 posiadał część wsi. Od 1510 wieś stanowiła majątek dziedziców z Szamotuł. W latach 1511-1512 właścicielem we wsi był kasztelan poznański Łukasz Górka. W 1511 jego żona Katarzyna córka wojewody poznańskiego Andrzeja Szamotulskiego zrezygnowała na jego rzecz z dóbr szamotulskich, m.in. ze wsi Kępa. W 1512 kasztelan poznański i starosta generalny Wielkopolski Łukasz Górka zapisał swojej żonie Katarzynie z Szamotuł w dożywocie dobra dziedziczne, a w tym m.in. wieś Kępa.
Miejscowość odnotowały także historyczne rejestry podatkowe dzięki, którym znamy stosunki własnościowe we wsi. W 1469 wieś zapłaciła karę 14 grzywien z powodu niezapłacenia podatków królewskich. W 1508 miał miejsce pobór podatków we wsi. Z części należącej do wojewody poznańskiego Andrzeja z Szamotuł pobrano opłatę z 4 półłanków. W 1535 pobór podatkowy odbył się z 5 kwart roli. W 1563 pobrano podatki z części kasztelana biechowskiego Jana Świdwy z Szamotuł od 4 łanów, z części wojewody kaliskiego Łukasza z Górki od 3 łanów. W 1577 pobór odbył się z części Walentyna Redkowskiego i Mikołaja Łąckiego. W 1580 pobrano podatki z części Walentyna Redkowskiego od dwóch łanów, dwóch zagrodników po 6 groszy, od jednego zagrodnika 4 grosze. Z części Tymoteusza Lipczyńskiego pobrano opłaty z dwóch łanów "na pan orzą", z części Jakuba Rokossowskiego natomiast od 3 łanów oraz jednego komornika, a także od 1 i 1/4 łana opuszczonego. W 1510 wieś płaciła plebanowi w Szamotułach po 15 groszy od łanu.
Wieś szlachecka położona była w 1580 roku w powiecie poznańskim województwa poznańskiego w Rzeczypospolitej Obojga Narodów. Wskutek II rozbioru Polski w 1793, miejscowość przeszła pod władanie Prus i jak cała Wielkopolska znalazła się w zaborze pruskim..
W latach 1975–1998 miejscowość należała administracyjnie do województwa poznańskiego.